# Unione Sportiva Savoia 1921-1922
Questa voce raccoglie le informazioni riguardanti il Savoia nelle competizioni ufficiali della stagione 1921-1922.

## Stagione
La stagione 1921-1922 è la 4ª stagione sportiva del Savoia.
Prima Divisione 1921-1922 (Girone Campano): 2º posto

## Divise
| Casa | Trasferta |

## Organigramma societario
Area direttiva
- Presidente:  Giovanni Guarino
- Vice Presidente: Antonio Saporito
- Dirigenti: Cesarino Mazza, Raffaele Di Giorgio, Vincenzo Corcione, Salvatore Crispino, Pasquale Fabbrocino, Teodoro Voiello, Francesco De Nicola, Gallo, Ciro Ilardi

Area organizzativa
- Segretario generale: Pasquale Gugliotta

Area tecnica
- Allenatore:   Carlo Garozzo

## Rosa
| N. |                   | Ruolo | Calciatore         |
| -- | ----------------- | ----- | ------------------ |
|    | Italia (bandiera) | P     | Leonida Bertone    |
|    | Italia (bandiera) | P     | Giuseppe Cangiullo |
|    | Italia (bandiera) | P     | Lovati             |
|    | Italia (bandiera) | D     | Giovanni Nebbia    |
|    | Italia (bandiera) | C     | Gennaro Fiore      |
|    | Italia (bandiera) | A     | Giulio Bobbio      |
|    | Italia (bandiera) | A     | Bonansea           |
|    | Italia (bandiera) | A     | Italo Moretti      |

| N. |                   | Ruolo | Calciatore     |
| -- | ----------------- | ----- | -------------- |
|    | Italia (bandiera) | A     | Osvaldo Sacchi |
|    | Italia (bandiera) |       | Alice          |
|    | Italia (bandiera) |       | Bonelli        |
|    | Italia (bandiera) |       | Canetta        |
|    | Italia (bandiera) |       | Della Croce    |
|    | Italia (bandiera) |       | Aldo Marzorati |
|    | Italia (bandiera) |       | Roncali        |

## Calciomercato

### Sessione estiva
| Acquisti | Acquisti           | Acquisti | Acquisti |
| R.       | Nome               | da       | Modalità |
| -------- | ------------------ | -------- | -------- |
|          | Alice              | ?        | ?        |
| A        | Giulio Bobbio      | Novara   | ?        |
| A        | Bonansea           | Novara   | ?        |
|          | Bonelli            | ?        | ?        |
|          | Canetta            | ?        | ?        |
| P        | Giuseppe Cangiullo | ?        | ?        |
|          | Della Croce        | ?        | ?        |
| P        | Lovati             | ?        | ?        |
|          | Aldo Marzorati     | ?        | ?        |
| D        | Giovanni Nebbia    | ?        | ?        |
|          | Roncali            | ?        | ?        |

| Cessioni | Cessioni           | Cessioni | Cessioni |
| R.       | Nome               | a        | Modalità |
| -------- | ------------------ | -------- | -------- |
|          | Baldoni            | ?        | ?        |
|          | Andrea Bonifacio   | ?        | ?        |
|          | Giovanni Calabrese | ?        | ?        |
|          | D'Andrea           | ?        | ?        |
|          | Mario De Gennaro   | ?        | ?        |
|          | De Palma           | ?        | ?        |
|          | Falletta           | ?        | ?        |
|          | Alfredo Fornari    | ?        | ?        |
|          | Frigerio           | ?        | ?        |
|          | Giuseppe Rufino    | ?        | ?        |
|          | Stabile            | ?        | ?        |
|          | Arturo Vecchi      | ?        | ?        |

## Risultati

### Prima Divisione

#### Girone di andata
| Arbitro: | Moretti |

|                                                  |           |  |
| Sacchi 7’, 46’ Bonansea 19’, 45’, 65’ Bobbio 58’ | Marcatori |  |

2ª giornata - 13 novembre 1921 - U.S. Savoia riposa
| Arbitro: | Inchito |

|                                              |           |           |
| Sacchi 14’ Bobbio 47’, 54’, 71’ Bonansea 63’ | Marcatori | 24’ Ghisi |

| Napoli 29 aprile 1922, ore ? CEST 4ª giornata - posticipo del 27 novembre 1921 | Internazionale Napoli | 0 – 2 (a tavolino) | Savoia |  |

| Arbitro: | Caroncino |

|  |           |                                                                                  |
|  | Marcatori | 15’ Moretti 20’, 78’, 85’ (rig.) Bobbio 28’ Canetta 44’, 80’ Bonansea 82’ Sacchi |

| Arbitro: | Caroncino |

|  |           |            |
|  | Marcatori | 65’ Parodi |

| Arbitro: | Argento |

|  |           |                         |
|  | Marcatori | 69’ Sacchi 77’ Bonansea |

#### Girone di ritorno
| Arbitro: | Lucignano |

|  |           |                              |
|  | Marcatori | 46’, 51’ Bobbio 85’ Bonansea |

9ª giornata - 22 gennaio 1922 - U.S. Savoia riposa
| Arbitro: | Cinti |

|                   |           |                                               |
| Bruschini III 48’ | Marcatori | 27’, 50’ Canetta 30’, 89’ Bobbio 85’ Bonansea |

| Arbitro: | Barra |

|                                               |           |            |
| Bonansea 11’ Bobbio 44’, 56’, 68’ Canetta 73’ | Marcatori | 89’ Grassi |

| Arbitro: | Argento |

|                              |           |                                   |
| Bonansea 11’, 34’ Bobbio 46’ | Marcatori | 42’ Palmieri 77’ (aut.) Marzorati |

| Arco Felice 19 febbraio 1922, ore ? CEST 13ª giornata | Flegrea SC | 2 – 0 (a tavolino) | Savoia | Campo Armstrong |

| Torre Annunziata 26 febbraio 1922, ore ? CEST 14ª giornata | Savoia | 2 – 0 (a tavolino) | Salernitana | Campo Oncino |

## Statistiche

### Statistiche di squadra
| Competizione                                      | Punti | In casa | In casa | In casa | In casa | In casa | In casa | In trasferta | In trasferta | In trasferta | In trasferta | In trasferta | In trasferta | Totale | Totale | Totale | Totale | Totale | Totale | DR  |
| Competizione                                      | Punti | G       | V       | N       | P       | Gf      | Gs      | G            | V            | N            | P            | Gf           | Gs           | G      | V      | N      | P      | Gf     | Gs     | DR  |
| ------------------------------------------------- | ----- | ------- | ------- | ------- | ------- | ------- | ------- | ------------ | ------------ | ------------ | ------------ | ------------ | ------------ | ------ | ------ | ------ | ------ | ------ | ------ | --- |
| Prima Divisione 1921-1922-Lega Sud-Girone Campano | 18    | 6       | 5       | 0       | 1       | 21      | 5       | 6            | 4            | 0            | 2            | 17           | 5            | 12     | 9      | 0      | 3      | 38     | 10     | +28 |
| Totale                                            | 18    | 6       | 5       | 0       | 1       | 21      | 5       | 6            | 4            | 0            | 2            | 17           | 5            | 12     | 9      | 0      | 3      | 38     | 10     | +28 |

### Statistiche dei giocatori
| Giocatore    | Prima Divisione | Prima Divisione |
| Giocatore    | Presenze        | Reti            |
| ------------ | --------------- | --------------- |
| Alice        | 2               | 0               |
| L. Bertone   | 1               | -1              |
| G. Bobbio    | 9               | 15              |
| Bonansea     | 9               | 11              |
| Bonelli      | 5               | 0               |
| Canetta      | 9               | 4               |
| G. Cangiullo | 7               | -5              |
| Della Croce  | 9               | 0               |
| G. Fiore     | 3               | 0               |
| Lovati       | 1               | 0               |
| A. Marzorati | 9               | 0               |
| I. Moretti   | 8               | 1               |
| G. Nebbia    | 9               | 0               |
| Roncali      | 9               | 0               |
| O. Sacchi    | 9               | 5               |